# Canton d'Obernai
Le canton d'Obernai est une circonscription électorale française située dans le département du Bas-Rhin, dans la collectivité européenne d'Alsace.

## Histoire
- De 1833 à 1840, les cantons d'Obernai et d'Erstein avaient le même conseiller général. Le nombre de conseillers généraux était limité à 30 par département[5].

- Par décret du 18 février 2014, le nombre de cantons du département est divisé par deux, avec mise en application aux élections départementales de mars 2015. Le canton d'Obernai est conservé et s'agrandit. Il passe de 10 à 25 communes[4].

## Représentation

### Conseillers généraux de 1833 à 1871 et de 1919 à 2015
| Période                                  | Période      | Identité                             | Étiquette        | Qualité                                                                  |
| ---------------------------------------- | ------------ | ------------------------------------ | ---------------- | ------------------------------------------------------------------------ |
| 1833                                     | 1836 (décès) | Jean-Philippe Waldéjo                |                  | Aubergiste et maître de poste à Saint-Ludan Maire d'Hipsheim             |
| 1836                                     | 1848         | Jean-Thiébault Barthelmé (1798-1877) |                  | Propriétaire, agronome, cultivateur Maire de Sand                        |
| 1848                                     | 1852         | Baron Joseph-André II de Gail        |                  | Propriétaire, rentier, maire d'Obernai (1838-1842)                       |
| 1852                                     | 1871 (décès) | Baron Charles de Reinach             | Conservateur     | Propriétaire à Hirtzbach Maire de Niedernai Député (1827-1833)           |
| 1871                                     | 1919         | Alsace-Lorraine occupée              |                  |                                                                          |
| 1919                                     | 1932         | Robert de Hell d'Oberkirch           | Action populaire | Propriétaire à Obernai, Château d'Oberkirch                              |
| 1931                                     | 1937 (décès) | Théophile Nierenberger               | UPR              | Retraité des chemins de fer Adjoint au Maire d'Obernai                   |
| 1938                                     | 1940         | Marcel Gillmann (1907-2002)          | UPR PDP          | Médecin, maire d'Obernai (1945-1971)                                     |
|                                          |              |                                      |                  |                                                                          |
| 1945                                     | 1961         | Marcel Gillmann                      | UPR MRP          | Médecin, maire d'Obernai (1945-1971), ancien résistant                   |
| 1961                                     | 1973         | René Dubs                            | MRP              | Licencié en droit, juge au livre foncier Maire d'Obernai (1971-1973)     |
| 1973                                     | 1979         | Marcel Gillmann                      | UDF-CDS          | Médecin, maire d'Obernai (1973-1977)                                     |
| 1979                                     | 1992         | René Dubs                            | UDF-CDS puis DVD | ancien maire d'Obernai                                                   |
| 1992                                     | 1998         | Hugues Hartleyb                      | DVD              | Médecin maire d'Obernai (1983-2001)                                      |
| 1998                                     | 2015         | Bernard Fischer                      | RPRpuis UMP      | Pharmacien maire d'Obernai depuis 2001 Vice-président du Conseil général |
| Les données manquantes sont à compléter. |              |                                      |                  |                                                                          |

#### Résultats élections cantonales 2004
1er tour :
Inscrits : 15856 ;
Abstentions : 8857 (55,86 %) ;
Votants : 6999 (44,14 %) ;
Blancs et nuls : 175 (1,10 %) ;
Exprimés : 6824 (43,04 %).
- Bernard Fischer (UMP) 54,5 % (3716 voix)
- Christian Cotelle (FN) 20,3 % (1385 voix)
- Bruno Freyermuth (PS) 20,3 % (1383 voix)
- Lucien Baltzer (REG) 5 %  (340 voix)

2e tour :
Inscrits : 15858 ;
Abstentions : 8847 (55,79 %) ;
Votants : 7011 (44,21 %) ;
Blancs et nuls : 417 (2,63 %) ;
Exprimés : 6594 (41,58 %).
- Bernard Fischer (UMP) 72,5 % (4780 voix)
- Christian Cotelle (FN) 27,5 % (1814 voix)

### Conseillers d'arrondissement (de 1833 à 1871 et de 1919 à 1940)
Le canton d'Obernai avait deux conseillers d'arrondissement à partir de 1919
| Période                                  | Période | Identité                | Étiquette | Qualité |
| ---------------------------------------- | ------- | ----------------------- | --------- | --- |
| 1833                                     | 1848    | Honoré Amable Striffler |           | Juge de paix à Obernai                                                                                      |
|                                          |         |                         |           | |
| 1928                                     | 1940    | Edmond Stoeffler        | UPR       | Fabricant, maire de Krautergersheim (1923-1934)                                                             |
| 1931                                     | 1940    | François Xavier Mosser  |           | Maire d'Obernai (1919-1940), Président du Conseil d'arrondissement (1938-1940)                              |
| 1940                                     |         |                         |           | Les conseils d'arrondissement ont été suspendus par la loi du 12 octobre 1940 et n'ont jamais été réactivés |
| Les données manquantes sont à compléter. |         |                         |           | |

### Représentation depuis 2015
| Période élective | Période élective | Mandat | Mandat   | Identité                  | Nuance | Nuance | Qualité |
| ---------------- | ---------------- | ------ | -------- | ------------------------- | ------ | ------ | --- |
| 2015             | 2021             | 2015   | 2021     | Nathalie Ernst            |        | LR     | Consultante en ressources humaines Conseillère municipale de Barr                                             |
| 2015             | 2021             | 2015   | 2021     | Bernard Fischer           |        | LR     | Pharmacien Maire d'Obernai Président de la Communauté de communes 1er vice-président du Conseil Départemental |
| 2021             | 2028             | 2021   | en cours | Robin Clauss              |        | LR     | Contrôleur de gestion, adjoint au maire d'Obernai                                                             |
| 2021             | 2028             | 2021   | en cours | Nathalie Kaltenbach-Ernst |        | LR     | Conseillère sortante                                                                                          |

À l'issue du 1er tour des élections départementales de 2015, deux binômes sont en ballotage : Nathalie Ernst et Bernard Fischer (UMP, 52,64 %) et Hombeline Du Parc et Eric Gautier (FN, 28,6 %). Le taux de participation est de 49,38 % (15 413 votants sur 31 214 inscrits) contre 47,83 % au niveau départemental et 50,17 % au niveau national.
Au second tour, Nathalie Ernst et Bernard Fischer (UMP) sont élus avec 68,76 % des suffrages exprimés et un taux de participation de 45,77 % (9 205 voix pour 14 283 votants et 31 209 inscrits).

## Composition

### Composition avant 2015
Le canton d'Obernai regroupait 10 communes.
| Nom                 | Code Insee | Codepostal | Superficie (km2) | Population (dernière pop. légale) | Densité (hab./km2) |
| ------------------- | ---------- | ---------- | ---------------- | --------------------------------- | ------------------ |
| Obernai (chef-lieu) | 67348      | 67210      | 25,74            | 10 822 (2012)                     | 420                |
| Bernardswiller      | 67031      | 67210      | 5,53             | 1 425 (2012)                      | 258                |
| Bourgheim           | 67060      | 67140      | 2,83             | 562 (2012)                        | 199                |
| Goxwiller           | 67164      | 67210      | 3,30             | 841 (2012)                        | 255                |
| Innenheim           | 67223      | 67880      | 6,24             | 1 132 (2012)                      | 181                |
| Krautergersheim     | 67248      | 67880      | 6,37             | 1 723 (2012)                      | 270                |
| Meistratzheim       | 67286      | 67210      | 12,82            | 1 438 (2012)                      | 112                |
| Niedernai           | 67329      | 67210      | 11,33            | 1 207 (2012)                      | 107                |
| Valff               | 67504      | 67210      | 10,91            | 1 226 (2012)                      | 112                |
| Zellwiller          | 67557      | 67140      | 8,79             | 729 (2012)                        | 83                 |

### Composition depuis 2015
À la suite du redécoupage cantonal de 2014, le canton compte désormais 25 communes.
| Nom                             | Code Insee | Intercommunalité           | Superficie (km2) | Population (dernière pop. légale) | Densité (hab./km2) | Modifier                                    |
| ------------------------------- | ---------- | -------------------------- | ---------------- | --------------------------------- | ------------------ | ------------------------------------------- |
| Obernai (bureau centralisateur) | 67348      | CC du Pays de Sainte-Odile | 25,74            | 12 303 (2022)                     | 478                | modifier les données · modifier les données |
| Andlau                          | 67010      | CC du Pays de Barr         | 23,69            | 1 759 (2022)                      | 74                 | modifier les données · modifier les données |
| Barr                            | 67021      | CC du Pays de Barr         | 20,61            | 7 086 (2022)                      | 344                | modifier les données · modifier les données |
| Bernardswiller                  | 67031      | CC du Pays de Sainte-Odile | 5,53             | 1 466 (2022)                      | 265                | modifier les données · modifier les données |
| Bernardvillé                    | 67032      | CC du Pays de Barr         | 2,76             | 199 (2022)                        | 72                 | modifier les données · modifier les données |
| Blienschwiller                  | 67051      | CC du Pays de Barr         | 3,07             | 305 (2022)                        | 99                 | modifier les données · modifier les données |
| Bourgheim                       | 67060      | CC du Pays de Barr         | 2,83             | 643 (2022)                        | 227                | modifier les données · modifier les données |
| Dambach-la-Ville                | 67084      | CC du Pays de Barr         | 28,83            | 2 186 (2022)                      | 76                 | modifier les données · modifier les données |
| Eichhoffen                      | 67120      | CC du Pays de Barr         | 2,30             | 501 (2022)                        | 218                | modifier les données · modifier les données |
| Epfig                           | 67125      | CC du Pays de Barr         | 21,90            | 2 239 (2022)                      | 102                | modifier les données · modifier les données |
| Gertwiller                      | 67155      | CC du Pays de Barr         | 4,89             | 1 281 (2022)                      | 262                | modifier les données · modifier les données |
| Goxwiller                       | 67164      | CC du Pays de Barr         | 3,30             | 835 (2022)                        | 253                | modifier les données · modifier les données |
| Heiligenstein                   | 67189      | CC du Pays de Barr         | 3,99             | 927 (2022)                        | 232                | modifier les données · modifier les données |
| Le Hohwald                      | 67210      | CC du Pays de Barr         | 20,84            | 512 (2022)                        | 25                 | modifier les données · modifier les données |
| Itterswiller                    | 67227      | CC du Pays de Barr         | 1,18             | 218 (2022)                        | 185                | modifier les données · modifier les données |
| Krautergersheim                 | 67248      | CC du Pays de Sainte-Odile | 6,37             | 1 767 (2022)                      | 277                | modifier les données · modifier les données |
| Meistratzheim                   | 67286      | CC du Pays de Sainte-Odile | 12,82            | 1 537 (2022)                      | 120                | modifier les données · modifier les données |
| Mittelbergheim                  | 67295      | CC du Pays de Barr         | 3,83             | 599 (2022)                        | 156                | modifier les données · modifier les données |
| Niedernai                       | 67329      | CC du Pays de Sainte-Odile | 11,33            | 1 239 (2022)                      | 109                | modifier les données · modifier les données |
| Nothalten                       | 67337      | CC du Pays de Barr         | 4,00             | 424 (2022)                        | 106                | modifier les données · modifier les données |
| Reichsfeld                      | 67387      | CC du Pays de Barr         | 4,95             | 289 (2022)                        | 58                 | modifier les données · modifier les données |
| Saint-Pierre                    | 67429      | CC du Pays de Barr         | 3,21             | 612 (2022)                        | 191                | modifier les données · modifier les données |
| Stotzheim                       | 67481      | CC du Pays de Barr         | 13,61            | 1 105 (2022)                      | 81                 | modifier les données · modifier les données |
| Valff                           | 67504      | CC du Pays de Barr         | 10,91            | 1 354 (2022)                      | 124                | modifier les données · modifier les données |
| Zellwiller                      | 67557      | CC du Pays de Barr         | 8,79             | 808 (2022)                        | 92                 | modifier les données · modifier les données |
| Canton d'Obernai                | 6712       |                            | 251,28           | 42 194 (2022)                     | 168                | modifier les données                        |

## Démographie

### Démographie avant 2015
| 1962   | 1968   | 1975   | 1982   | 1990   | 1999   | 2006   | 2011   | 2012   |
| ------ | ------ | ------ | ------ | ------ | ------ | ------ | ------ | ------ |
| 11 200 | 13 361 | 15 348 | 16 967 | 18 039 | 19 982 | 20 938 | 20 952 | 21 105 |

### Démographie depuis 2015
En 2022, le canton comptait 42 194 habitants, en évolution de +3,3 % par rapport à 2016 (Bas-Rhin : +3,17 %, France hors Mayotte : +2,11 %).
| 2013   | 2018   | 2022   |
| ------ | ------ | ------ |
| 40 478 | 41 518 | 42 194 |